# Dezső Garas
Dans le nom hongrois Garas Dezső, le nom de famille précède le prénom, mais cet article utilise l’ordre habituel en français Dezső Garas, où le prénom précède le nom.

Dezső Garas, né le 9 décembre 1934 à Erzsébetváros, Budapest et mort dans la même ville le 30 décembre 2011, est un acteur hongrois. Il joue dans la comédie Hoppá de Gyula Maár projetée à la Berlinale 1993.

## Filmographie

### Cinéma
- 1961 : Deux Mi-temps en enfer
- 1973 : Le football du bon vieux temps
- 1974 : Jacob le menteur
- 1982 : Guernica
- 1983 : Daniel prend le train
- 1993 : Hop-la
- 2003 : Un long week-end à Pest et Buda

### Télévision
- 1970 : Les Enquêteurs associés
- 1972 : Les Évasions célèbres, épisode L'enquête de l'inspecteur Lamb : Daniel

## Honneur
Depuis le 26 février 2024, l'astéroïde (552748) Garasdezső porte son nom.